# Marta Nogués
Marta Nogués (1985) es una deportista española que compitió en natación, en la modalidad de aguas abiertas. Ganó una medalla de plata en el Campeonato Europeo de Natación de 2004, en la prueba de 10 km.

## Palmarés internacional
| Campeonato Europeo | Campeonato Europeo | Campeonato Europeo | Campeonato Europeo |
| Año                | Lugar              | Medalla            | Prueba             |
| ------------------ | ------------------ | ------------------ | ------------------ |
| 2004               | Madrid (España)    | Medalla de plata   | 10 km              |